# Geometra papilionaria
La polilla esmeralda grande, geómetra esmeralda grande o gran geómetra del abedul (Geometra papilionaria) es una especie de insecto lepidóptero de la familia Geometridae.

## Descripción
Es una de las especies de mayor tamaño de su familia, pudiendo alcanzar hasta los 6 cm de envergadura. Su coloración es verde intenso en los ejemplares recién salidos de la crisálida, mientras que los de mayor edad suelen mostrar una tonalidad más atenuada, adquiriendo los especímenes muertos y expuestos una tono verde blanquecino hasta blanco. Ambos sexos son de aspecto muy similar, sin embargo es posible diferenciarlos por las antenas más peludas de los machos.

## Distribución y hábitat
Se encuentra en la mayor parte de Europa, Asia Central y Japón. Habita praderas, bosques y pantanos con abedules.